# Bunaea cambouei
Bunaea cambouei är en fjärilsart som beskrevs av Charles Oberthür 1916. Bunaea cambouei ingår i släktet Bunaea och familjen påfågelsspinnare. Inga underarter finns listade i Catalogue of Life.